# Château de Mirvault
Le château de Mirvault ou Mirwault, est situé dans la commune d'Azé, dans le département de la Mayenne, en France.

## Histoire
Le château est rénové au XIXe siècle, le bâtiment est situé au cœur d’un parc clos, le long de la Mayenne.
De nos jours, le château de Mirvault a une activité d’hébergement touristique dite « chambres d'hôtes ».

### Propriétaires successifs
- 1902 - Christian Le Tessier de Coulonge, décédé au château[1].
- 1910 - Ludovic Le Tessier de Coulonge (1837-1910), décédé au château[2].
- 1911 - Comte Joseph Gouin d'Ambrière (1867-1948), capitaine de corvette[3],[4], chevalier de l'ordre national de la Légion d'honneur en 1904[5], épouse en 1895 Jacqueline Marie Charlotte Le Tessier de Coulonge.
- Présent - Famille Gouin d'Ambrière.